# الدوري الأردني 1944
انطلقت بطولة الدوري الأردني رسمياً في عام 1944 زمن إمارة شرق الأردن وحاز النادي الفيصلي على اللقب، حيث تسلم درع البطولة من الملك عبد الله الأول. تنافست أربعة فرق فيما بينها وهي: الأهلي والأردن وهومنتمن والفيصلي.

## روابط خارجية
- موقع الاتحاد الأردني لكرة القدم